# آقای دارسی
آقای دارسی (انگلیسی: Mr. Darcy) یکی از شخصیت‌های اصلی رمان غرور و تعصب نوشتهٔ جین آستین است. او خواهرزادهٔ لیدی کاترین دوبورگ و دوست نزدیک چارلز بینگلی است. ویژگی‌های رفتاری‌اش هم‌سو با خاله‌اش و درست نقطهٔ مقابل چارلز است. اطرافیانش او را با صفاتی چون خودپسندی، خودبرتربینی و همچنین کوچک شمردن دیگران می‌شناسند. طی مهمانی‌هایی که دوستش چارلز در ندرفیلد می‌دهد به موازات مهری که چارلز به جین بنت پیدا می‌کند او هم دل به خواهر جین یعنی الیزابت می‌دهد ولی کوچکترین نشانه‌ای در رفتارش که دال بر این عشق باشد دیده نمی‌شود و الیزابت هم که رفتارهای دارسی را اصلاً نمی‌پسندد بویی از این احساس نمی‌برد.
سرمایهٔ بسیار دارسی و برخاستنش از خانواده‌ای بلندپایه باعث می‌شود او پاسخ خوستگاری‌ای که از الیزابت بنت می‌کند را پیشاپیش مثبت بپندارد ولی لیزی که دل خوشی از این جوان ندارد رک و راست درخواست او را رد می‌کند و در کنار نکوهش معایب رفتاری او، نقشی که او در دور کردن دوستش چارلز از جین و شهر هرتفردشر داشت را یادآور می‌شود.
این جواب رد ، تاثیر فراوانی بر دارسی می‌گذارد و باعث می‌شود کم‌کم تحولاتی در وی روی دهد و گام به گام این جوان توانگر و مغرور را در چشمان الیزابت پذیرفته‌تر می‌کند؛ توانگری و غروری که اکنون خود به نقطهٔ قوتی بدل شده است.
تیر خلاص زمانی زده می‌شود که دارسی، بینگلی را از عشق جین آگاه و او را برمی‌انگیزد به هرتفردشر برگردد. در این زمان حتی مخالفت بی‌بروبرگرد و سرسختانهٔ لیدی کاترین هم کارگر نمی‌افتد و در پایان داستان دارسی به الیزابت می‌رسد.